# Circuit de Buckow
Le circuit de Buckow (en allemand : Buckower Dreieck) est un circuit automobile allemand de la seconde moitié des années 1920.

## Histoire
La première course automobile connue sur le circuit de Buckow s'est déroulée le 4 octobre 1925 et la dernière en 1928.

## Description
Le circuit est de forme triangulaire et son développement était de 12,5 kilomètres. Son tracé contournait dans le sens inverse des aiguilles d'une montre le Schermützelsee (de), un lac situé à l'ouest de Buckow, à quelque 100 kilomètres à l'est de Berlin.

## Accident

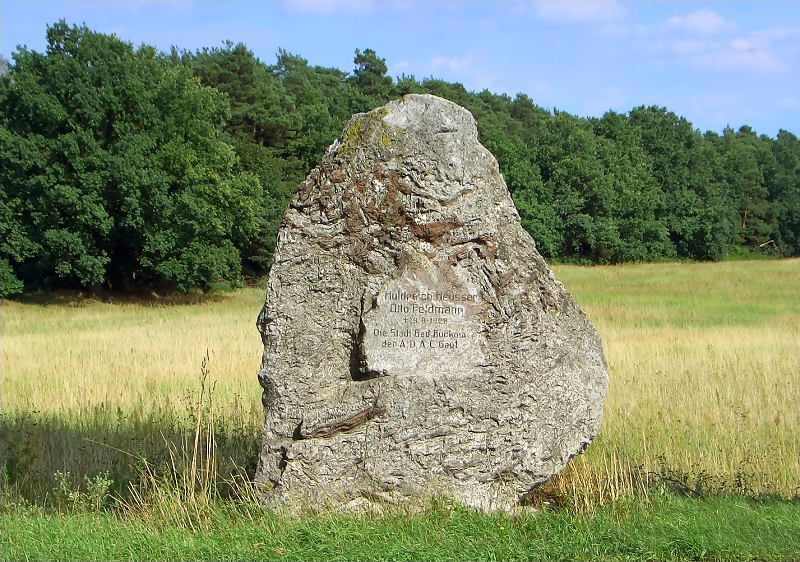
Pierre commémorative pour Huldreich Heusser.

Huldreich Heußer (de), de Schmalkalden, et son copilote, Otto Feldmann, meurent des suites d'un accident survenu le 19 août 1928 lors de la IVe course du triangle de Buckower,.